# Culex sangengluoensis
Culex sangengluoensis är en tvåvingeart som beskrevs av Wang 1984. Culex sangengluoensis ingår i släktet Culex och familjen stickmyggor. Inga underarter finns listade i Catalogue of Life.